# Predators
Predators ist ein US-amerikanischer Science-Fiction-Film von Nimród Antal aus dem Jahr 2010. Der Film basiert auf einem Drehbuchentwurf zu einem geplanten Nachfolger von John McTiernans Film Predator von Robert Rodriguez, der den Film auch produzierte. Die Hauptrolle spielt Oscar-Preisträger Adrien Brody. Predators startete am 8. Juli 2010 in den deutschen Kinos.

## Handlung
Der Söldner Royce erwacht im freien Fall über einem Dschungel. Sein Fallschirm öffnet sich im letzten Moment automatisch und er landet in einem ihm unbekannten Urwald. Schnell bemerkt er, dass er nicht allein ist. Weitere schwerbewaffnete Personen landen mit ihren Fallschirmen in seiner Nähe; darunter Cuchillo, mexikanischer Auftragskiller eines kolumbianischen Drogenkartells. Sofort werden die beiden von einer weiteren Person unter Beschuss genommen. Royce umgeht den Schützen und weist ihn darauf hin, dass er auf die Falschen feuert. Zusammen mit dem Schützen Nikolai, einem russischen Speznas-Soldaten, und der israelischen IDF-Scharfschützin Isabelle treffen die vier auf den RUF-Rebellen Mombasa, der mit Stans, einem zum Tode verurteilten Schwerverbrecher, kämpft. Zuletzt stoßen der stille Yakuza Hanzo und der Mediziner Edwin zur Gruppe. Schnell finden sie heraus, dass niemand weiß, wo sie sich befinden und alle von ihnen erst im freien Fall über dem Dschungel aufwachten. Sie beschließen, einen Weg aus dem Dschungel zu suchen.
Auf ihrem Weg stoßen sie auf einen Komplex von mehreren Fallen, die offensichtlich viel zu groß sind, um damit Menschen zu töten. Kurz darauf finden sie die Leiche des Fallenstellers, einem amerikanischen Elitesoldaten. Für wen er die Fallen gebaut hat, bleibt zunächst unklar.
Royce führt die Gruppe weiter zu einer Anhöhe. Dort wird deutlich, dass sie sich nicht mehr auf der Erde befinden, sondern offensichtlich auf einen fremden Himmelskörper gebracht wurden, um dort gejagt zu werden. Kurz darauf wird die Gruppe von einer Vielzahl hundeähnlicher Aliens angegriffen. Sie können einige der Angreifer töten. Der Rest flüchtet, nachdem ein schriller Pfeifton sie zurückruft. Als sie weiterziehen wollen, stellen sie fest, dass Cuchillo fehlt. Sie hören ihn leise in der Nähe um Hilfe rufen. Auf einer Lichtung kniet er mit dem Rücken zu ihnen, offensichtlich schwer verletzt. Schnell stellen sie fest, dass sein Körper zu einer Sprengfalle umfunktioniert wurde. Niemand will sein Leben riskieren, um ihn zu retten. Während die meisten sofort ungerührt weiterziehen, gibt Isabelle Cuchillo den Gnadenschuss. Da er auch danach noch leise um Hilfe ruft, erkennt sie, dass ein versteckter Gegner die Stimme des toten Cuchillo nachahmte, um sie in die Falle zu locken.
Sie folgen den Spuren der Alien-Hunde und erreichen ein Lager der Jäger, in dem ein Predator an einen Pfahl gefesselt wurde. Dort wird die Gruppe erneut angegriffen, wobei Mombasa getötet wird. Während Royce und Nikolai die Angreifer bekämpfen, kann die Gruppe aus dem Lager fliehen. Im Folgenden berichtet Isabelle der Gruppe von den Ereignissen, die 1987 in Guatemala stattfanden. Sie kennt Dutch Schaefers Bericht über den ersten Predator.
Die Gruppe beschließt, die Predators zu töten. Kurz bevor sie ein weiteres Alien töten können, greift der ehemalige Soldat Noland ein. Noland hat bereits mehrere Jagden auf dem Planeten überlebt und versteckt sich in einer alten Tunnelbohrmaschine. Er erklärt der Gruppe, dass die Predators immer in Dreiergruppen Krieger von der Erde und anderen Planeten einsammeln und sie auf dem Planeten jagen, um ihre eigenen Fähigkeiten zu verbessern. Noland berichtet ihnen ebenfalls von einer Blutrache zwischen zwei Predator-Clans, sowie von einem Raumschiff, von dem aber vermutlich nur die Predators wissen, wie man es bedienen kann. Royce überlegt, den im Lager gefesselten Predator zu befreien und ihn das Schiff fliegen zu lassen. Noland spricht mehrfach laut mit sich selbst und gibt vor, sich schlafen zu legen, versucht aber kurz darauf, die Gruppe zu ermorden, um an ihre Ausrüstung zu kommen. Royce feuert seine Waffen ab, um die Predators auf Noland aufmerksam zu machen. Diese töten Noland kurz darauf.
Die Gruppe kann sich in der Zwischenzeit befreien. Da Edwin bei der Flucht zurückfällt, kehrt Nikolai um und führt ihn wieder auf den richtigen Weg. Ein Predator verletzt Nikolai tödlich, jedoch kann dieser noch mehrere Bomben zünden, die ihn und den Predator töten. Edwin kann mit den anderen entkommen.
Die Gruppe wird weiter von einem anderen Predator verfolgt, der zunächst Stans tötet. In einem Feld bleibt Hanzo zurück, um den Predator mit einem Katana, das er aus Nolands Behausung mitgenommen hatte, zur Strecke zu bringen. Hanzo tötet den Predator, wird dabei jedoch selbst tödlich verwundet.
Die auf Royce, Isabelle und Edwin geschrumpfte Gruppe ist kurz davor, das Lager zu erreichen, als Edwin mit dem Fuß in eine Falle gerät. Royce weigert sich, für Edwin langsamer zu gehen und eilt weiter zum Lager, während Isabelle dem verletzten Edwin hilft. Beide werden vom Berserker-Predator gestellt, der sie zunächst in eine Grube sperrt.
Royce hat in der Zwischenzeit das Lager erreicht und befreit den gefesselten Predator, der daraufhin das Raumschiff per Fernbedienung enttarnt und aktiviert. Der letzte Überlebende der drei großen Predators erreicht das Lager und beginnt einen erbitterten Kampf mit dem von Royce befreiten Artgenossen. Der kleinere Predator unterliegt und wird getötet.
Während Isabelle in der Grube sofort die Flucht planen will, zeigt sich Edwins wahres Gesicht. Mit einem vergifteten Skalpell schneidet er Isabelle, die daraufhin kurzfristig gelähmt wird und sich kaum mehr bewegen kann. Er enthüllt der entsetzten Isabelle, dass er ein psychopathischer Serienkiller ist, der sich unter den Predators wie unter Seinesgleichen fühlt und daher auch nicht mehr vom Planeten fliehen möchte.
Der Berserker-Predator sprengt das startende Raumschiff in der Annahme, den geflohenen Royce dadurch zu töten. Royce hat das Schiff jedoch nicht betreten, sondern ist umgekehrt, um Isabelle zu retten. Als Edwin ihn ebenfalls paralysieren will, überwältigt Royce ihn. Als der letzte überlebende große Predator eintrifft, findet er den hilflosen Edwin am Boden liegend vor und löst die von Royce gelegte Sprengfalle aus, als er diesen umdreht. Der Predator ist von der Explosion kurz benommen und Royce nutzt diese Gelegenheit für einen Angriff. Er hatte zuvor eine Schießpulverspur gelegt und seinen Körper mit Schlamm eingerieben, wie es ihm Isabelle von Dutch Schaefer berichtet hatte. Auf diese Weise ist er für die Wärmesicht des Predators nur schwer erkennbar. Mit Hilfe von Isabelle, die sich wieder leidlich bewegen kann, gelingt es ihm, den letzten Predator zu töten.
Während Isabelle und Royce an einem Lagerfeuer sitzen, erblicken sie neue Fallschirme am Himmel. Royce möchte schnell einen Weg finden, um von diesem Planeten zu entkommen. Erschöpft gehen beide in den Dschungel.

## Synchronisation
Die deutsche Synchronisation entstand nach einem Dialogbuch und unter der Dialogregie von Tobias Meister im Auftrag der Berliner Interopa Film GmbH.
| Darsteller         | Sprecher              | Rolle    |
| ------------------ | --------------------- | -------- |
| Adrien Brody       | Markus Pfeiffer       | Royce    |
| Laurence Fishburne | Tom Vogt              | Noland   |
| Danny Trejo        | Victor Oller          | Cuchillo |
| Topher Grace       | Timmo Niesner         | Edwin    |
| Louis Ozawa        | David Nathan          | Hanzo    |
| Alice Braga        | Vera Teltz            | Isabelle |
| Mahershala Ali     | Tobias Meister        | Mombasa  |
| Oleg Taktarov      | Waléra Kanischtscheff | Nikolai  |
| Walton Goggins     | Michael Deffert       | Stans    |

## Kritik
„Acht bis an die Zähne bewaffnete Söldner werden in einem Dschungel ausgesetzt, wo blutrünstige außerirdische Kreaturen auf sie Jagd machen. Trashiger Actionfilm, der sich in der Nachahmung formaler Plattheiten mancher Vorbilder aus den 1980er-Jahren gefällt, aber bis auf einige Cameo-Auftritte vor allem den Eindruck leichtfertig verschwendeten Talents hinterlässt.“

„Antals ‚Predators‘ knüpft überzeugend an John McTiernans Action-Klassiker-Vorlage ‚Predator‘ (1987) an, auch wenn er deren Klasse nicht vollends erreicht.“

„In den mehr als hundert Minuten von Nimród Antals ‚Predators‘ gibt es nur zwei wirklich gelungene Überraschungen: Einmal, dass ausgerechnet Spargeltarzan Adrien Brody die menschlichen Kämpfer durch den Dschungel führt; zweitens absolviert Laurence Fishburne einen wunderbaren Gastauftritt als Robinson Crusoe des Reservats. Ansonsten bekommt man für sein Geld Raubeine statt Charaktere, den genreüblichen Abzählreim und Logiklöcher, so groß, dass eine ganze Raumschiff-Flotte hindurchrauschen könnte. Langweilig ist der Film zwar nicht, aber man ahnt, warum einst Ernest B. Schoedsack im Menschenjagd-Klassiker ‚The Most Dangerous Game‘ den Kopf des Schurken bereits nach einer guten Stunde in die Höhe hält.“

„Ohne dramaturgischen Firlefanz steht in Nimród Antals Retrospektakel der Kampf zweier Spezies ums nackte Überleben im Vordergrund. Dabei erinnern Splattereffekte, Shoot-outs und die markigen Sprüche in ihrer Kompromisslosigkeit stark an das Original, das zeitlich einige Zeit vor „Predators“ spielt. Fazit: Lupenreiner Actionschocker im schnörkellosen 80ies-Stil: schnell, dreckig, brutal und größtenteils ziemlich stumpf“

„Das Drehbuch von Alex Litvak und Michael Finch macht die Predatoren immer noch etwas klüger, aber auch grausamer und unangenehmer, damit den Menschen wenigstens ein kleiner moralischer Vorsprung bleibt. […] Aber das zeigt nur deutlicher, dass Predators vor allem eine insgesamt eher trashige Actionserie fortsetzt und die moralischen Verwerfungen und Probleme eher funktional einsetzt, um zwischen den Figuren emotionale Dynamik zu erzeugen.“

## Fortsetzung
Robert Rodriguez äußerte bereits im Jahr 2010 Überlegungen zu einer Fortsetzung des Films. Auch Schauspieler Adrien Brody reizte der Gedanke, ein weiteres Mal in die Rolle des Royce zu schlüpfen.
Im Juni 2014 kündigte 20th Century Fox einen Relaunch der Filmreihe unter der Regie von Shane Black an, der auch das Drehbuch mit Fred Dekker als Co-Drehbuchautor verfassen soll. Die Produktion soll John Davis übernehmen. Im November 2015 wurde mitgeteilt, es sei nun das Skript fertig geschrieben, sodass ab Oktober 2016 mit den Dreharbeiten des Films begonnen werden könne. Arnold Schwarzenegger erklärte in einem Interview an seine Fans, dass er sich vorstellen könne, in dem Filmprojekt in seiner alten Charakterrolle wieder zurückzukommen. Ein weiterer Schauspieler, der Interesse hatte, an dem Projekt mitzuwirken und dies in einem Pressebericht mitteilte, war der Rapper 50 Cent. Als deutscher Kinostart wurde der 13. September 2018 genannt. Letztlich erschien Predator – Upgrade ohne Brody und Schwarzenegger.